# Hydriastele aprica
Hydriastele aprica är en enhjärtbladig växtart som först beskrevs av B.E. Young, och fick sitt nu gällande namn av William John Baker och Adrian H.B. Loo. Hydriastele aprica ingår i släktet Hydriastele och familjen Arecaceae.
Artens utbredningsområde är Papua Nya Guinea. Inga underarter finns listade i Catalogue of Life.